# 85e brigade d'infanterie (Empire allemand)
Pour les articles homonymes, voir 85e brigade.
La 85e brigade d'infanterie est une grande unité de l'armée prussienne .

## Histoire
La 85e brigade d'infanterie est créée à Strasbourg le 1er avril 1897 dans le cadre de l'expansion de l'armée prussienne de 15 brigades d'infanterie supplémentaires et y est restée basée jusqu'à sa dissolution en 1915, lorsque l'état-major de commandement est transféré à l'état-major de la 115e division d'infanterie. Elle fait partie de la 30e division d'infanterie, qui est affectée au 15e corps d'armée.

### Première Guerre mondiale
Durant la Première Guerre mondiale, la brigade est déployée exclusivement sur le front occidental.

## Composition
1897–1900
- 171e régiment d'infanterie (de)
- 172e régiment d'infanterie
- 105e régiment d'infanterie

1901–1912
- 138e régiment d'infanterie
- 105e régiment d'infanterie

1912–1914
- 136e régiment d'infanterie
- 105e régiment d'infanterie[3]

Mobilisation le 2 août 1914
- 136e régiment d'infanterie
- 105e régiment d'infanterie
- 1er escadron du 3e régiment de chasseurs à cheval

## Commandants
| Nom                       | Date                                      |
| ------------------------- | ----------------------------------------- |
| Georg von Manstein (de)   | 22 mars 1897 au 10 avril 1902             |
| Waldemar von Hennigs (de) | 11 avril 1902 au 19 juillet 1904          |
| Eberhard von Rheinbaben   | 20 juillet 1904 au 12 février 1906        |
| Viktor Strauß             | 13 février 1906 au 26 janvier 1909        |
| Karl von Borries (de)     | 27 janvier 1906 au 12 septembre 1911      |
| Eduard von Adriani (de)   | 13 septembre 1911 au 23 avril 1914        |
| Erich Ludendorff          | 24 avril 1914 au 1er août 1914            |
| Georg Nagel               | 2 août 1914 au 3 avril 1915 (dissolution) |